# Batalla de los Grandes Campos
La batalla de los Grandes Campos o batalla de las Grandes Llanuras fue una batalla librada en el marco de la segunda guerra púnica entre los ejércitos de Sifax y Asdrúbal Giscón, por un lado, y los de Escipión el Africano y Masinisa, por el otro. Resultó en una aplastante victoria romana. Escipión obligó a Aníbal Barca a abandonar tierras italianas y retornar apresuradamente a África, donde fue derrotado por el mismo Escipión en la batalla de Zama.

## Preludio
Asdrúbal y Sifax habían conseguido escapar de los campamentos que el general romano Escipión y su aliado númida Masinissa habían destruido en la batalla de Útica. Asdrúbal y Sifax huyeron con un pequeño número de soldados que también habían logrado escapar del incendio de sus campamentos. En su huida, se encontraron con un contingente de cuatro mil mercenarios celtíberos provenientes del sur de la península ibérica y con estas nuevas fuerzas los cartagineses decidieron probar, una vez más, detener el avance de los romanos por el norte de África. Con este fin, se forzaron nuevas levas tanto en Cartago como en Numídia y pronto Asdrúbal y Sifax reunieron de nuevo un ejército de treinta mil hombres. En 203 a. C. Escipión, dejó su campamento de Utica para enfrentarse a ellos.

## La batalla
Asdrúbal dispuso a los mercenarios celtíberos en el centro de sus tropas, flanqueados por la infantería y caballería cartaginesa. Por su parte, Escipión dispuso de sus tropas en una triple línea. Los hastati formaban la primera, los príncipes la segunda y los triarii la tercera.
La carga de la caballería romana y aliada númida fue devastadora e hizo huir a toda prisa a la infantería cartaginesa, inexperta en la batalla, dejando a los celtíberos abandonados a su suerte. Estos, encontrándose en un país que no era el suyo y sabiendo que no obtendrían piedad de los romanos (ya que habían apoyado a los cartagineses desde el inicio de la guerra), decidieron resistir hasta el final. Los celtíberos pudieron detener el ataque de la primera línea romana, por eso Escipión ordenó a la segunda y tercera línea que avanzaran sobre los flancos, rodeando al enemigo.
Todos los celtíberos murieron excepto un número muy reducido que consiguió escapar. Sifax huyó y regresó a su reino, pero Escipión mandó a Masinissa y Cayo Lelio en su persecución y lo derrotaron en la batalla de Cirta, capturándolo y llevándolo al campamento romano como prisionero. Masinissa se convirtió en el nuevo rey de Numidia, casándose con la mujer de Sifax, Sofonisba, irónicamente hija de Asdrúbal hijo de Giscón. A Escipión no le gustó en absoluto este matrimonio y ordenó a su aliado que le entregara la joven cartaginesa, pero esta se suicidó.

## Consecuencias
Cuando terminó la batalla, los cartagineses no tuvieron otra opción que aceptar los términos de paz ofrecidos por Escipión, si bien a última hora decidieron ordenar a Aníbal y su ejército de veteranos que volvieran desde Italia para una última batalla contra los romanos. Este último enfrentamiento tuvo lugar en la batalla de Zama, que acabó en una nueva derrota cartaginesa y el consiguiente final de la segunda guerra púnica.